# المدرسة العليا للاقتصاد الرقمي
المدرسة العليا للاقتصاد الرقمي (بالفرنسية: École Supérieure d’Économie Numérique)‏، بإختصار (بالفرنسية :ESEN) عرفت سابقا باسم المدرسة العليا للتجارة الإلكترونية بمنوبة هي جامعة تونسية تتبع لجامعة منوبة. تقع في القطب التكنولوجي بمنوبة، وهي تكون الفنيين السامين في إعلامية التصرف، ذكاء الأعمال، نظم تكنولوجيا المعلومات والتجارة الإلكترونية.

## أرقام
طبقا لإحصائيات العام الدراسي 2007-2008 يبلغ عدد طلبتها 653 من بينهم 329 طالبة.

## وصلة خارجية
بوابة المدرسة العليا للاقتصاد الرقمي